# تشارلز فان آكر
تشارلز فـان آكر (بالإنجليزية: Charles Van Acker)‏ هو سائق فورمولا 1 ومهندس أمريكي، ولد في 14 مارس 1912 في بروكسل في بلجيكا، وتوفي في 31 مايو 1998 في ساوث بند في الولايات المتحدة.